# Бисероплетение
Бисероплетение — создание при помощи бисера художественных двумерных и трёхмерных композиций. Бисер может нанизываться на нитку, леску, металлическую проволоку.

## История

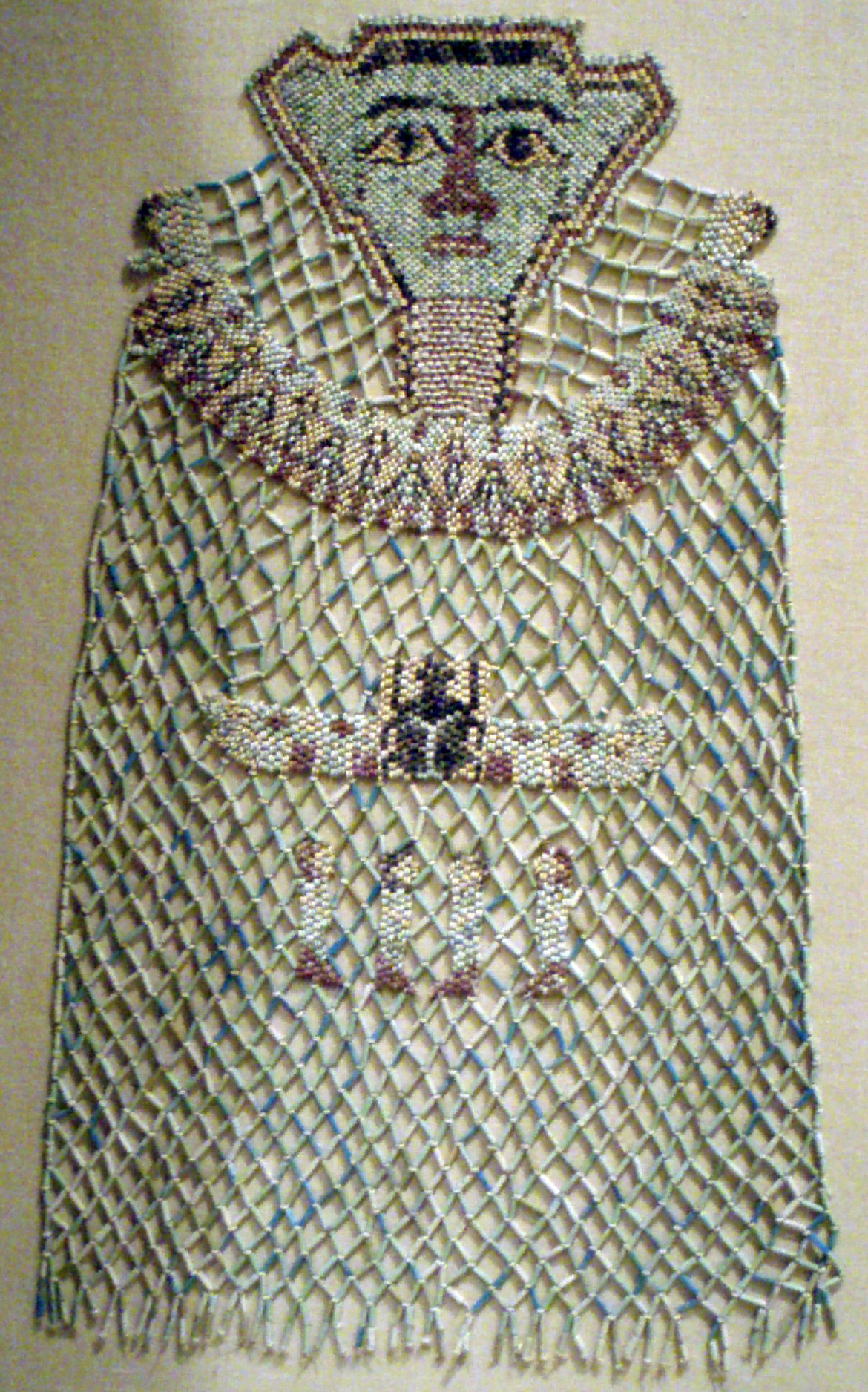
Образец из Древнего Египта. Применены различные техники бисероплетения для «маски» и одеяния фигуры

Сам бисер — многие виды бусин, техники бисероплетения и приёмы работ с ним, стали известны в Древнем Египте.
В Средние века в России, особенно на севере, в качестве бусин широко использовали кусочки перламутра и речной жемчуг, который в больших количествах добывали в реках и использовали в украшении одежды, церковной и бытовой утвари, главным образом в такой технике, как вышивка.